# Teatro San Moisè
El teatro San Moisè va ser un teatre d'òpera a Venècia, actiu des de 1640 fins a 1818. Va ser en un lloc prominent a prop del Palazzo Giustinian i l'església de Sant Moisès a l'entrada del Gran Canal.
Creat per la branca de San Bernaba de la família Giustinian, la primera producció el 1640 va ser l'òpera de Claudio Monteverdi (avui perduda) L'Arianna. A continuació, va passar a mans de la família de Zane i va ser utilitzat per l'empresa de Ferrari. El llibretista Giovanni Faustini va ser un dels primers empresaris del teatre.
Des del principi va ser un dels petits teatres de Venècia, però també un dels més influents. El 1668 va ser ampliada a 800 seients, i posteriorment, el 1674, el teatre va ser reviscut per l'empresari Francesco Santurini, que va causar una revolució abaixant el preu de les entrades a la meitat (2 lires), el que portà a un boom de l'òpera i una major proliferació de teatres actius a la ciutat.
A principis del segle xviii Gasparini, Vivaldi i Albinoni varen ser actius a San Moisè. Durant la dècada de 1740, l'òpera bufa napolitana va arribar a Venècia i San Moisè va ser un dels primers teatres on es concentrà aquest gènere, amb obres per exemple de Baldassare Galuppi, en col·laboració amb Carlo Goldoni. Aquesta tendència es va mantenir durant la major part del segle. En els anys 1770 i 1780 el teatre estava sota el control del prolífic llibretista Giovanni Bertati, el poeta Cesareo (poeta imperial) de l'òpera italiana a Viena, que es van concentrar a drammi giocosi amb Pasquale Anfossi i altres compositors.
San Moisè finalment va tancar el 1818 després de produir una sèrie de farses de Rossini. En primer lloc, es va convertir en un teatre de titelles, i després va ser reconstruït com el Teatre Minerva. A finals del segle xx s'havia convertit en part d'una botiga i un bloc de pisos.

## Estrenes al Teatro San Moisè
- 1716: La costanza trionfante degl'amori e de gl'odii de Vivaldi
- 1717: Tieteberga de Vivaldi
- 1718: Artabano, re dei Parti de Vivaldi
- 1718: Armida al campo d'Egitto de Vivaldi
- 1718: Gl'inganni per vendetta de Vivaldi
- 1765: L'amore in ballo de Giovanni Paisiello
- 1766: Le serve rivali de Tommaso Traetta
- 1773: L'innocente fortunata de Giovanni Paisiello
- 1774: Le nozze in contrasto de Giovanni Valentini
- 1775: La contadina incivilita de Pasquale Anfossi
- 1775: Didone abbandonata de Pasquale Anfossi
- 1775: L'avaro de Pasquale Anfossi
- 1776: Le nozze disturbate de Giovanni Paisiello
- 1777: Lo sposo disperato de Pasquale Anfossi
- 1778: Ezio de Pasquale Anfossi
- 1778: La forza delle donne de Pasquale Anfossi
- 1779: Azor Re di Kibinga de Pasquale Anfossi
- 1781: Gli amanti canuti de Pasquale Anfossi
- 1781: Il trionfo di Arianna de Pasquale Anfossi
- 1787: L'orfanella americana de Pasquale Anfossi
- 1787: Don Giovanni Tenorio de Giuseppe Gazzaniga
- 1801: Martino Carbonaro de Giuseppe Gazzaniga
- 1802: Le metamorfosi di Pasquale de Gaspare Spontini
- 1810: La cambiale di matrimonio de Gioachino Rossini
- 1812: L'inganno felice de Gioachino Rossini
- 1812: La scala di seta de Gioachino Rossini
- 1812: L'occasione fa il ladro de Gioachino Rossini
- 1813: Il signor Bruschino de Gioachino Rossini
- 1815: Bettina vedova de Giovanni Pacini